# EFT-1
EFT-1 ou Exploration Flight Test 1 (anteriormente conhecido como Orion Flight Test 1 ou OFT-1) foi uma missão de voo teste da nave especial Orion. O lançamento foi realizado no dia 5 de dezembro de 2014, às 12h05 UTC, através do foguete Delta IV Heavy.

## Objetivos
O voo teve como objetivo testar vários sistemas da nave Orion, incluindo as fases de separação, a aviónica, o escudo térmico, o paraquedas e as operações de recuperação antes do seu lançamento de estreia a bordo do Sistema de Lançamento Espacial, atualmente previsto para ser iniciado em novembro 2018.
O lançamento foi feito em 5 de dezembro de 2014, às 07h03 hora local de Cabo Kennedy, sem tripulação, para o teste que consistiu em realizar duas órbitas em volta da Terra, uma delas a mais de 5,8 mil km de distância, dentro do Cinturão de Van Allen, testar equipamento críticos de segurança, fazer análises das estruturas da nave e retornar pousando no oceano. Apesar de não levar tripulantes, a Orion levou ao espaço amostras do solo lunar, partes de um fóssil de dinossauro e uma gravação do movimento "Marte" da obra de Gustav Holst, "Os Planetas".
Depois de cumprir o planejado, num voo de cerca de 4h30min, a cápsula pousou no Oceano Pacífico, 1000 km a oeste de San Diego, às 08h29 hora local, onde foi recolhida do oceano pelas equipes de resgate da NASA e da Marinha a bordo do navio de apoio USS Anchorage.  A agência espacial informou que a nave funcionou quase à perfeição e que pousou no mar apenas uma milha fora do ponto previsto.

## Tentativas de lançamento
Em 4 de dezembro a NASA tentou realizar o primeiro teste da espaçonave mas ventos acima do ideal, um barco encontrado em águas do Oceano Atlântico interditadas por segurança durante a período de lançamento e especialmente problemas de vazamento em válvulas do foguete  Delta IV Heavy, não puderam ser resolvidos a contento durante o período propício da janela de lançamento e ele foi adiado por 24 horas.
| Tentativa | Hora prevista                 | Resultado | Razão   | Nota                                           |
| --------- | ----------------------------- | --------- | ------- | ---------------------------------------------- |
| 1         | 4 de dezembro de 2014 7:05 am | Cancelado | Alcance | Gama de lançamento bloqueada                   |
| 2         | 4 de dezembro de 2014 7:17 am | Cancelado | Tempo   | Rajada de vento                                |
| 3         | 4 de dezembro de 2014 7:55 am | Cancelado | Tempo   | Rajada de vento                                |
| 4         | 4 de dezembro de 2014 8:26 am | Cancelado | Técnico | Problema na válvula de combustível de drenagem |
| 5         | 4 de dezembro de 2014 9:44 am | Cancelado | Técnico | Reciclagem de 24 horas                         |
| 6         | 5 de dezembro de 2014 7:05 am | Sucesso   | Alcance | Gama de lançamento bloqueada                   |

## Galeria

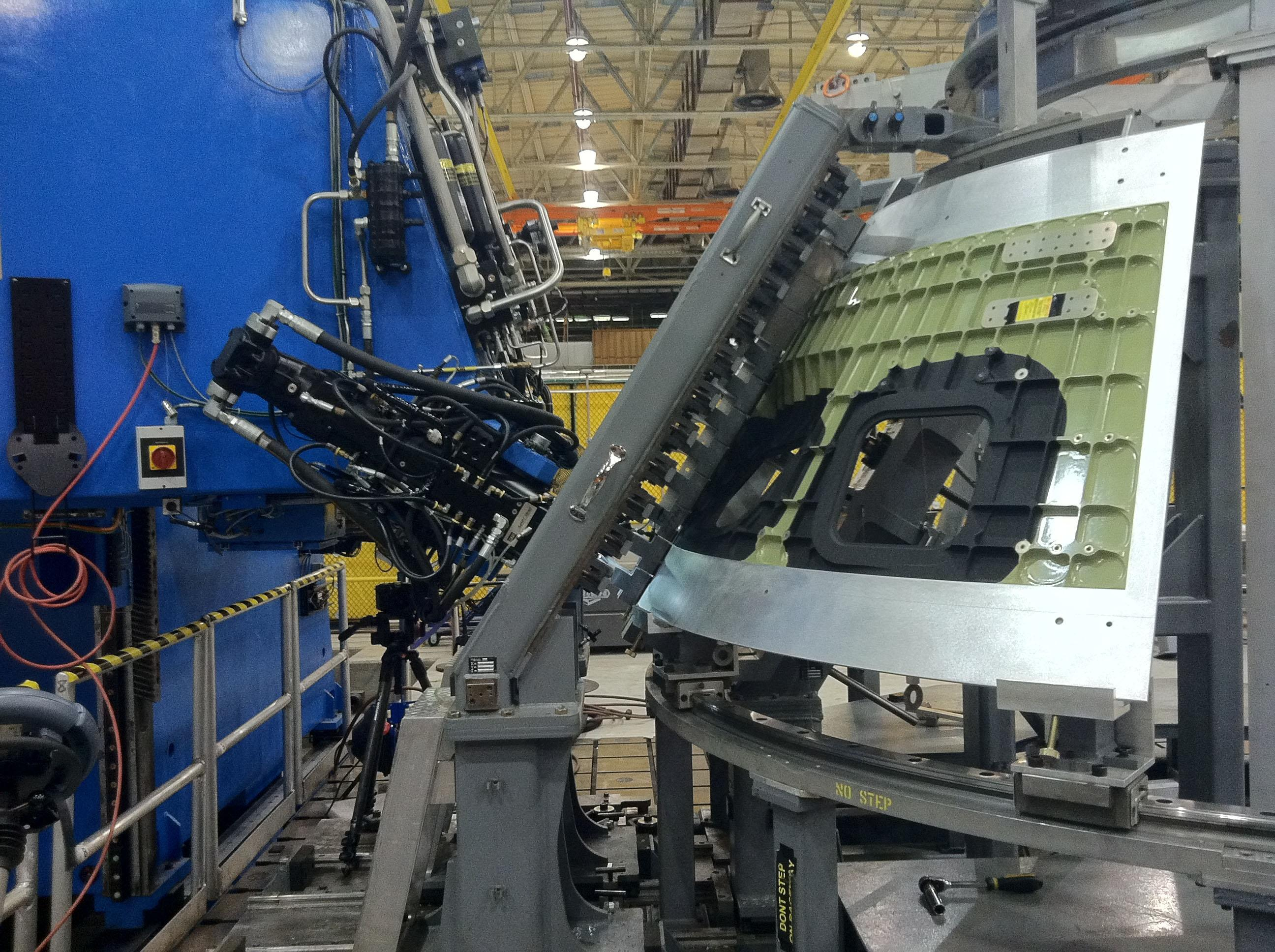
Primeira Solda na estrutura Orion EFT-1, Setembro 2011
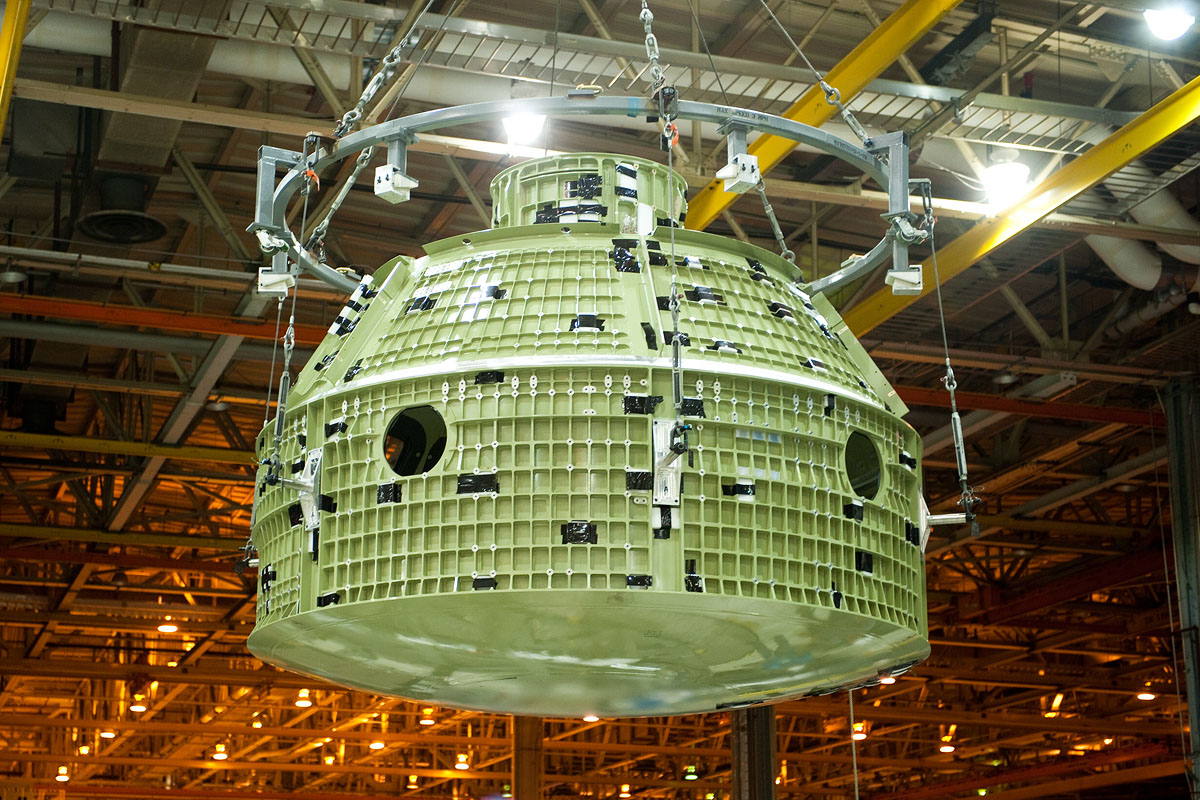
Estrutura da Orion após a Solda Final, Junho 2012
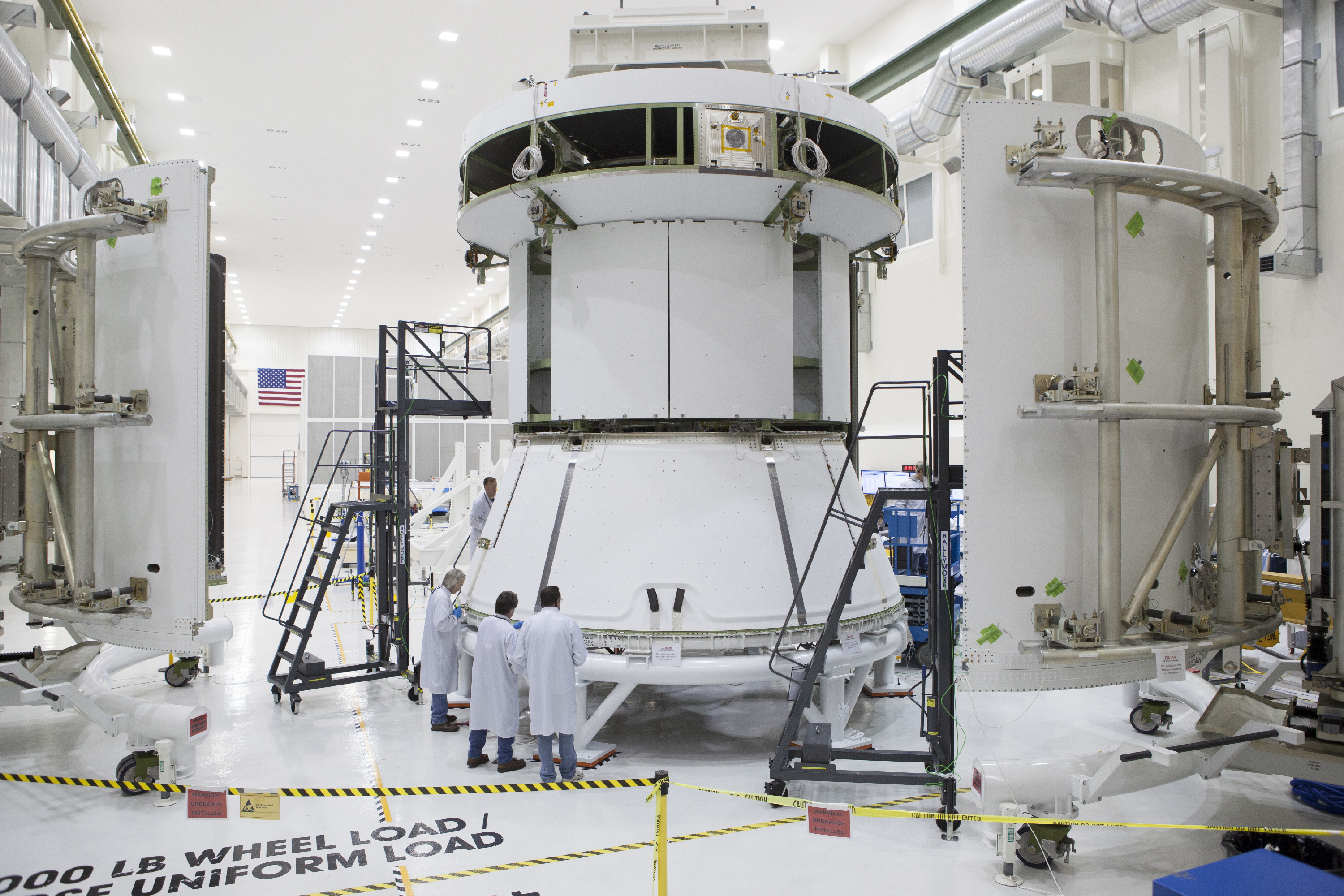
Módulo de Serviço da Orion antes do encapsulamento, Dezembro 2013
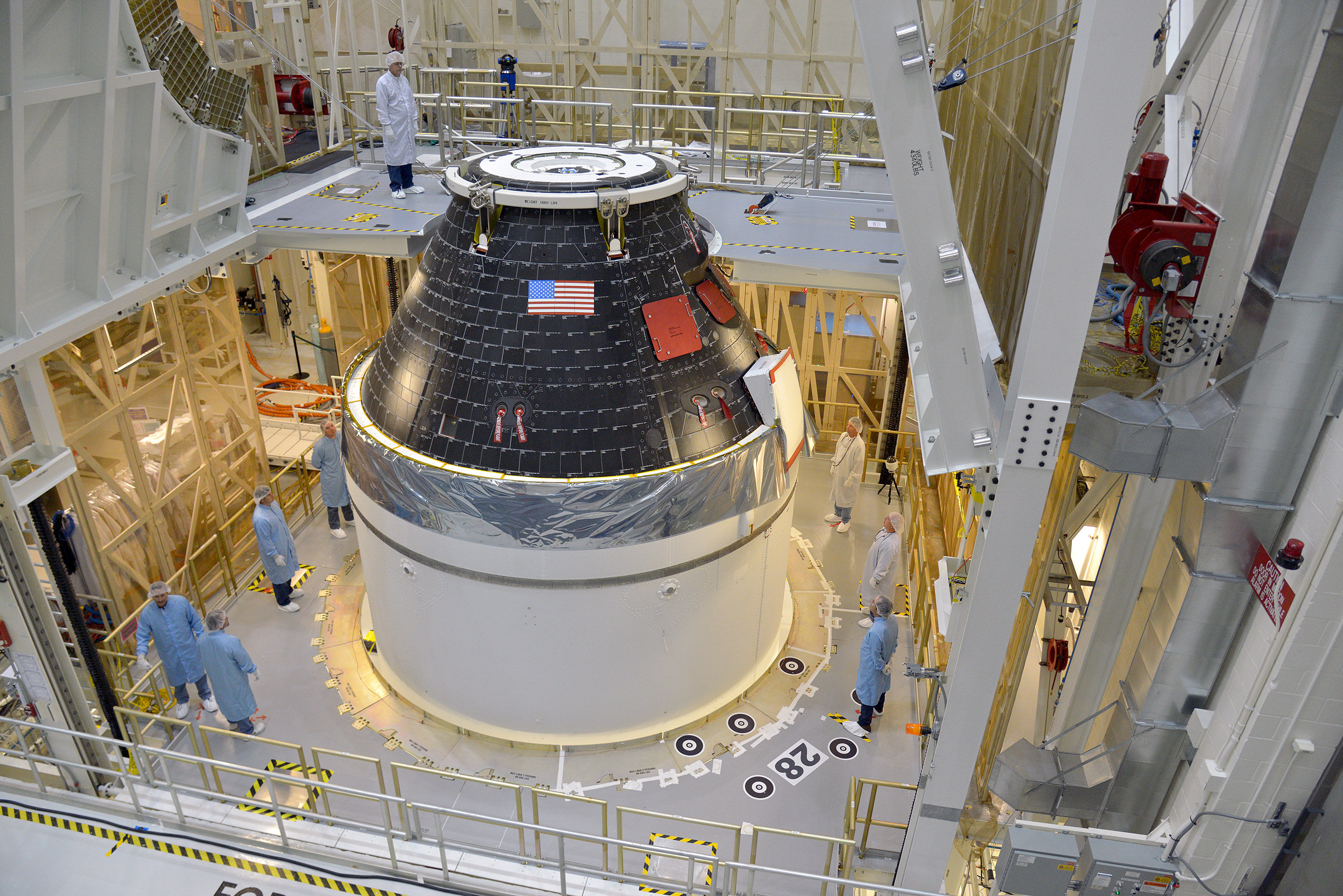
Completo a EFT-1 Orion, Setembro 2014
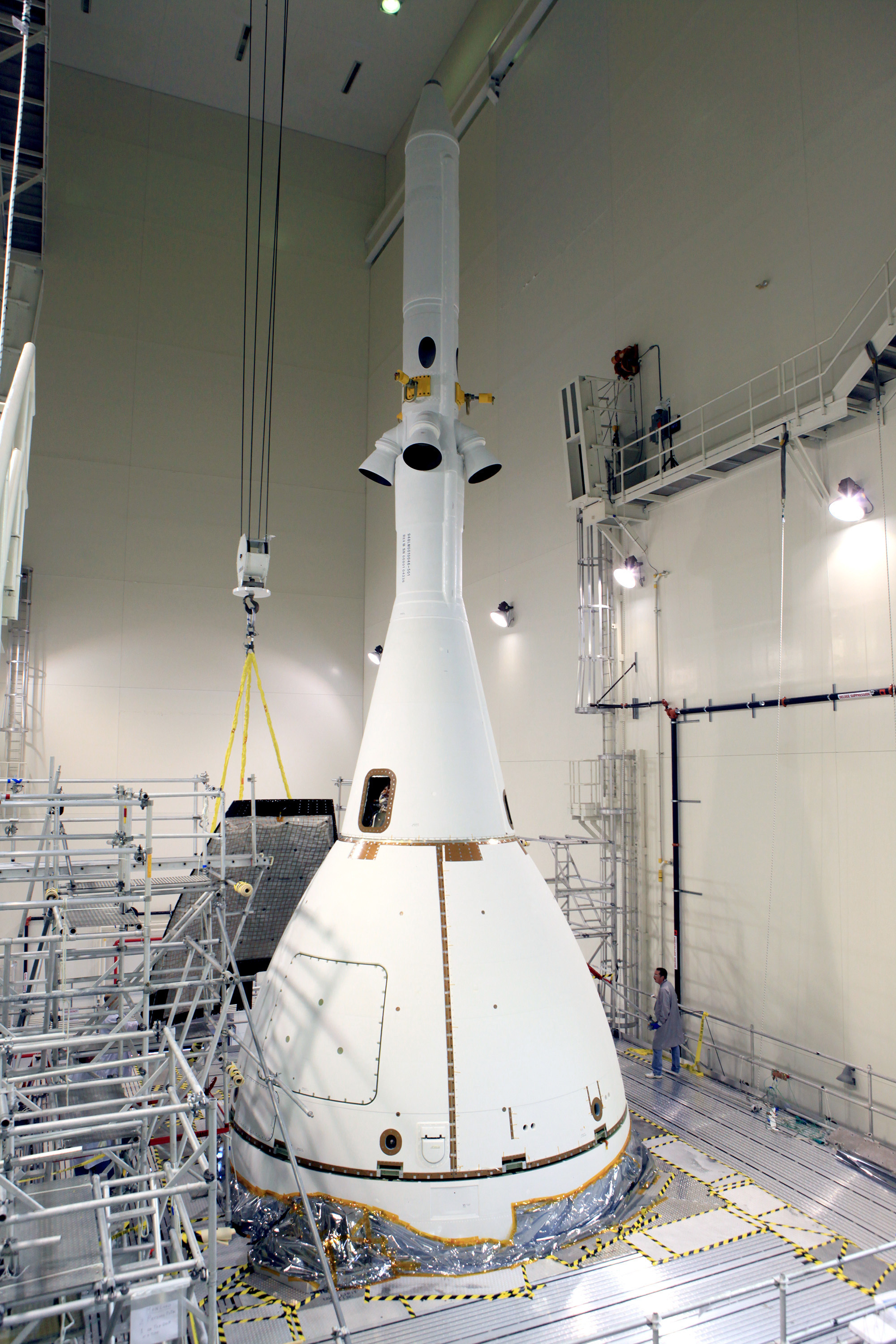
EFT-1 Orion na carenagem com LAS, Outubro 2014
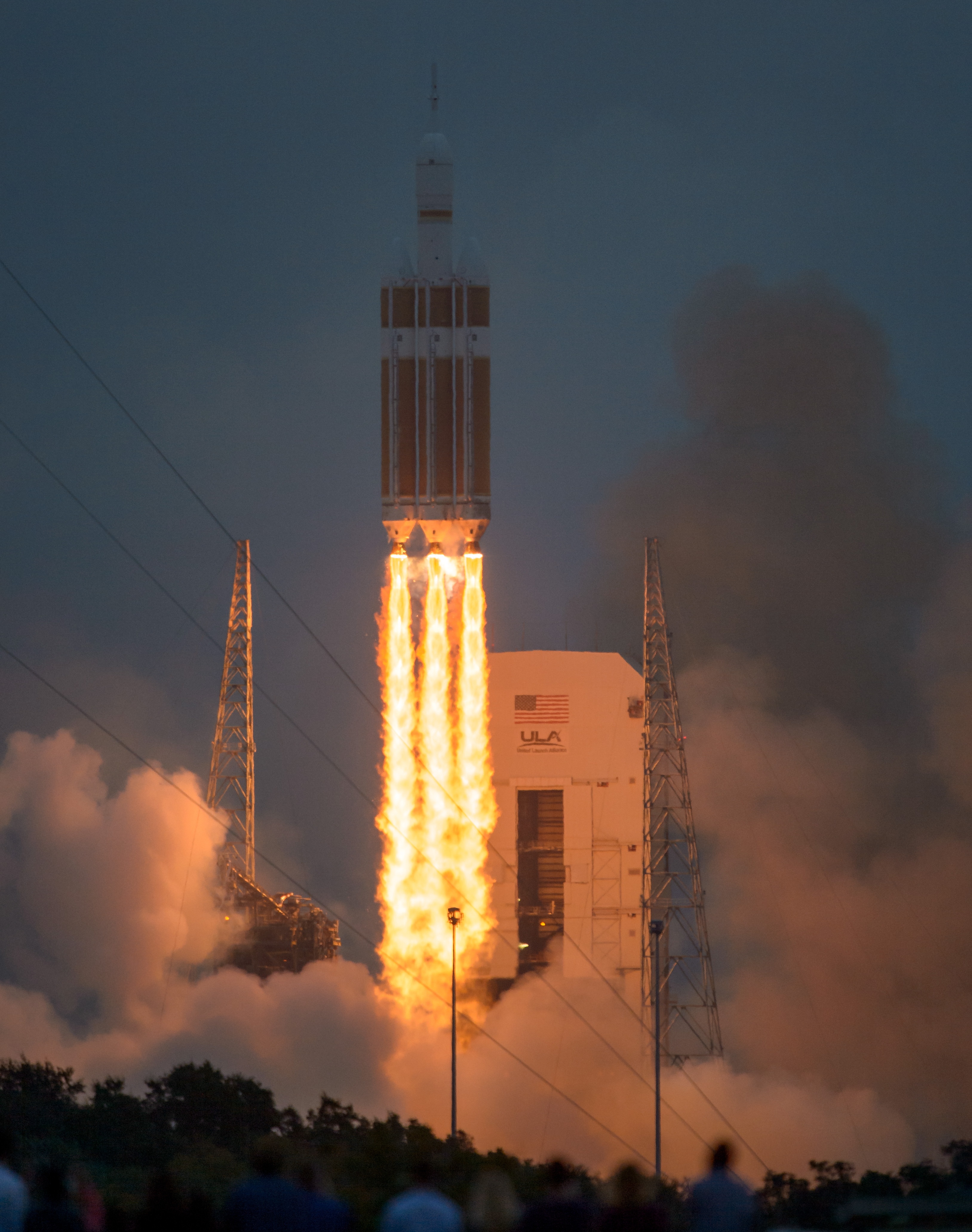
Lançamento da Orion no topo do foguete Delta IV Heavy, 5 de Dezembro 2014
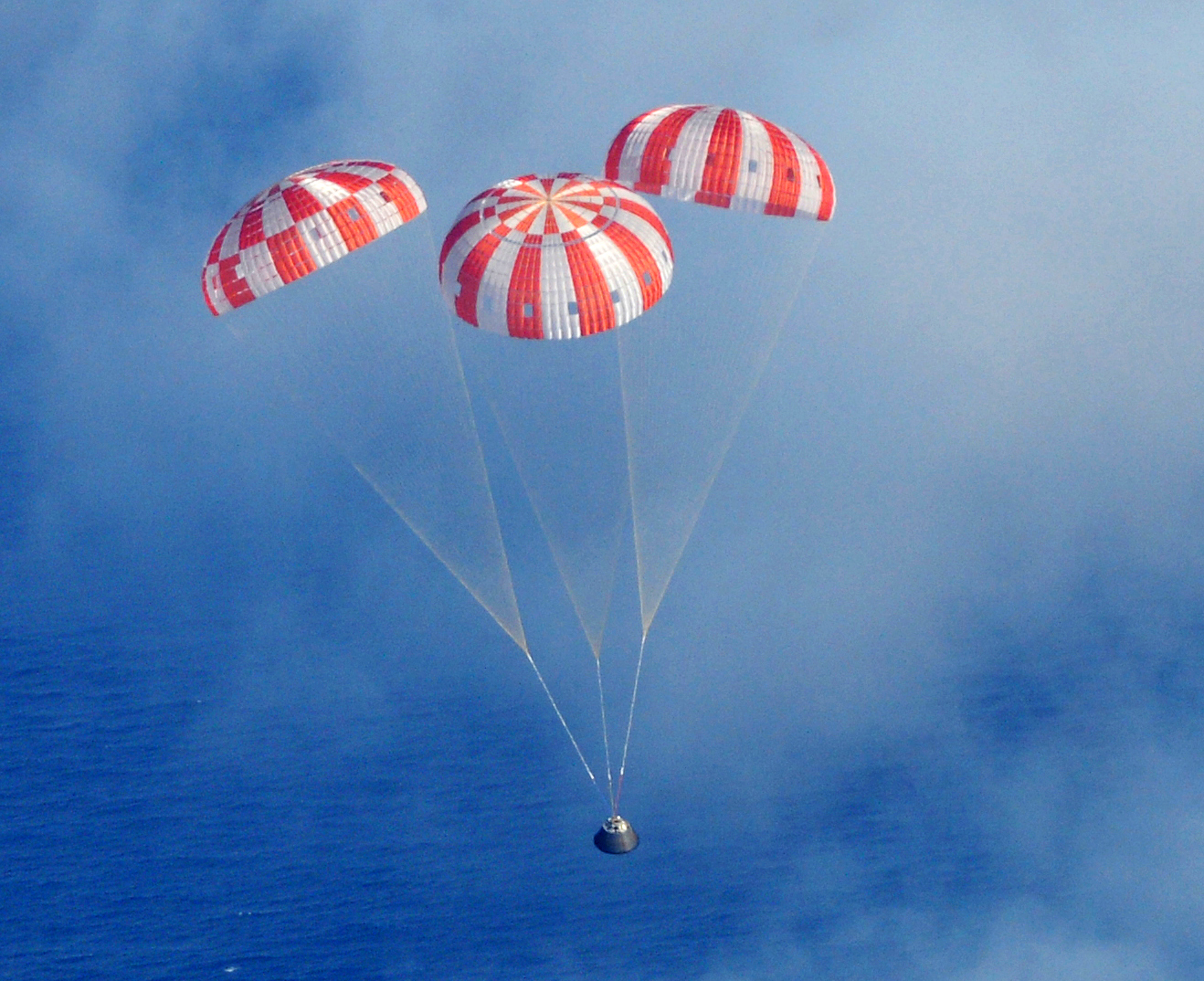
A Orion antes do splashdown, 5 de Dezembro 2014
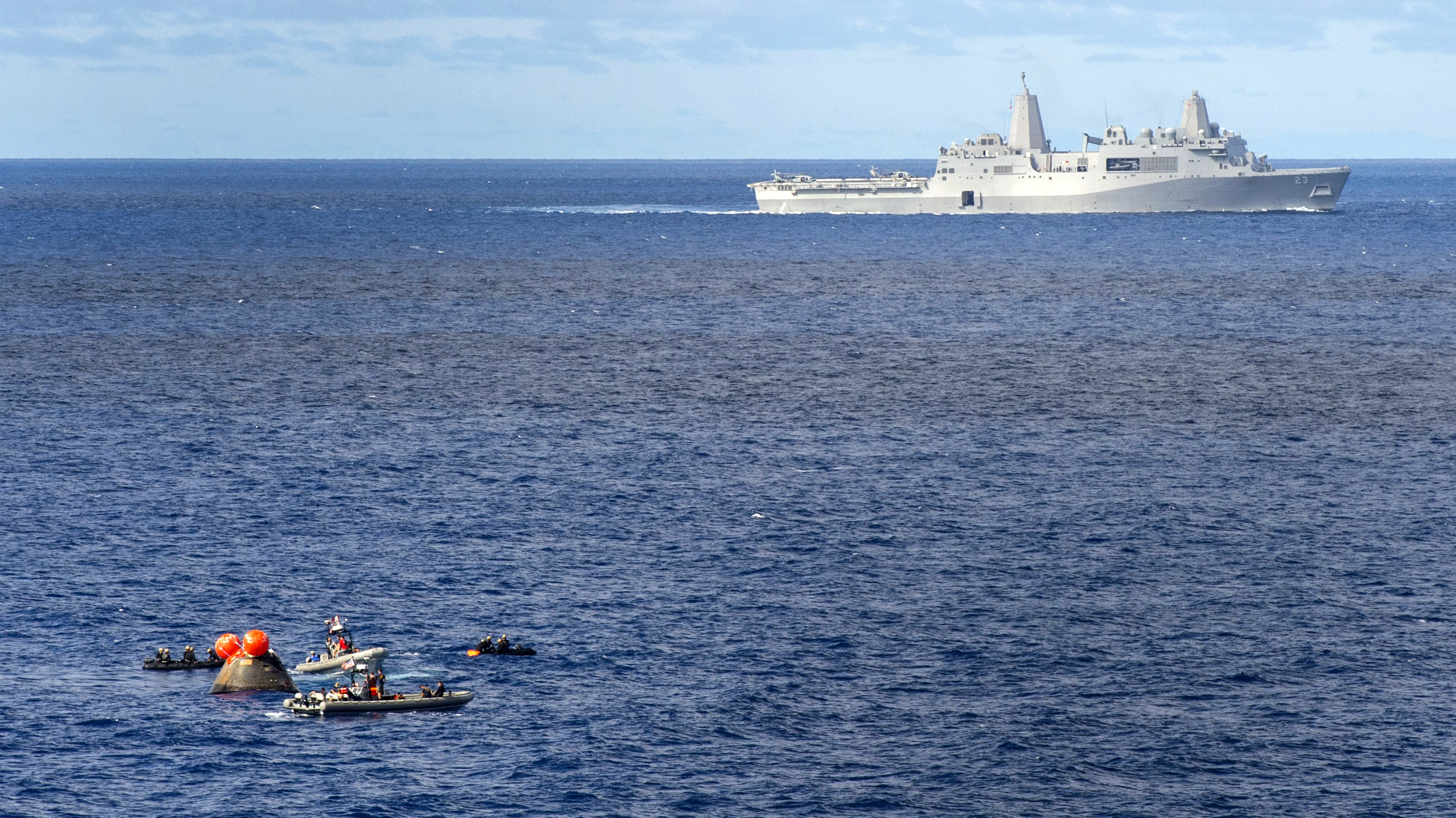
Recuperação da Orion, 5 de Dezembro 2014